# Bez vědomí
Bez vědomí je dramatický šestidílný český televizní seriál režiséra Ivana Zachariáše z roku 2019. Po seriálu Pustina jde o jeho druhou spolupráci s HBO. Scénář napsal debutující Ondřej Gabriel a podílel se na něm H. Keith Melton coby odborník na špionážní techniku. Děj se odehrává na podzim 1989 v Praze. První dva díly byly poprvé uvedeny na karlovarském festivalu v červenci 2019 a následně v září 2019 na festivalu Serial Killer, kde seriál získal čestné uznání mezinárodní poroty. V online videotéce HBO Go byl celý seriál zveřejněn 17. listopadu 2019 a téhož dne byly na stanici HBO premiérově odvysílány první dva díly. Další epizody následovaly v týdenním intervalu.

## Výroba
Natáčení bylo plánováno na 85 dní a točit se mělo v Česku a v Londýně.

## Obsazení
| Táňa Pauhofová      | Marie Skálová                       |
| Hattie Morahan      | Susanne Claytonová                  |
| David Nykl          | Gerald Lloyd                        |
| Jan Vlasák          | Václav Vlach                        |
| Martin Hofmann      | Jan Berg                            |
| Lenka Vlasáková     | Hanka, Mariina sestra               |
| Jevgenij Libezňuk   | Vladimir Volkogonov                 |
| Kristýna Podzimková | sekretářka Miluška                  |
| Martin Huba         | Mariin otec                         |
| Jim High            | agent Smith                         |
| Martin Myšička      | Viktor Skála, Mariin manžel         |
| Petr Lněnička       | Petr                                |
| Ivan Gvera          | Jizva                               |
| Jan Novotný         | lékař                               |
| Leoš Noha           | hospodský                           |
| Lucie Juřičková     | Vlasta Vlachová                     |
| Zuzana Stivínová    | disidentka                          |
| Brigita Cmuntová    | Jana, dcera Hanky                   |
| Anna Geislerová     | členka kontrolní komise na konkurzu |
| Jakub Žáček         | doktor                              |
| Tomáš Jeřábek       | Tonda                               |
| Václav Kopta        | automechanik                        |
| Michal Isteník      | poručík Černý                       |
| Anita Krausová      | Alexandra Sliková                   |